# Eurycorypha stylata
Eurycorypha stylata är en insektsart som beskrevs av Carl Stål 1873. Eurycorypha stylata ingår i släktet Eurycorypha och familjen vårtbitare. Inga underarter finns listade i Catalogue of Life.